# Jezevci
Jezevci (Melinae) jsou podčeledí lasicovitých šelem. Zahrnuje 9 druhů v pěti rodech, které členíme do 4 skupin: (1) Arctonyx a Meles, (2) Melogale, (3) Mydaus a (4) Taxidea. Podčeleď jezevců pravděpodobně netvoří geneticky stejnorodou skupinu a jednotlivé rody patří k několika paralelním vývojovým větvím, z nichž některé se přinejmenším oddělily již v miocénu. Svědčí pro to jednak nestejná evoluční výše recentních rodů jezevců a také skutečnost, že již v miocénu byly jezevcovité šelmy zastoupeny řadou částečně specializovaných rodů.